# Mineraltillgång

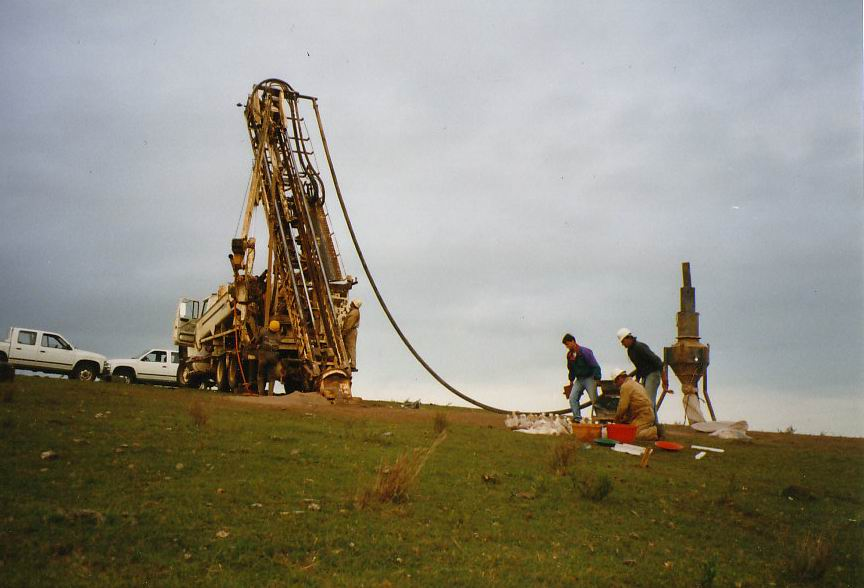
Mobil borrutrustning för mineralprospektering

En mineraltillgång är en i berggrunden förekommande ansamling av mineraler, ur vilken en kommersiell utvinning kan komma att ske. Uppskattningen av en mineraltillgång baseras på prospektering, provtagning och test.
En mineralreserv är den del av tillgången som kan utvinnas lönsamt.

## Internationell klassificering
Eftersom orden mineraltillgång och mineralreserv är fundamentala för en fyndighets värdering har man infört noggrannare definitioner. På ett internationellt plan har "Commitee for Mineral Reserves International Reporting Standards" (CRIRSCO) fastlagt sådana.

## Klassificering i Sverige, Finland och Norge
SveMin och FinnMin har tillsammans med Norsk Bergindustri bildat Fennoscandian Review Board (FRB) ett organ som utser och kontrollerar kvalificerade personer (QP) att bedöma och rapportera mineraltillgångar, FRB framlade 2012-01-01 en standard: "Rekommenderade regler för publik information i Sverige, Finland och Norge om prospekteringsresultat, undersökningar, lönsamhetsstudier och värderingar av mineraltillgångar och mineralreserver." (FRB-Standarden) som bygger på en CRIRSCO-rekommendation.

### Mineraltillgång
För att beskriva geologisk säkerhet definierar FRB-standarden uttrycken antagen, indikerad och känd mineraltillgång.

### Mineralreserv
Det är alltså inte klarlagt om en mineraltillgång kan utvinnas lönsamt. I de fall som en noggrann studie visat att en utvinning blir lönsam, kallas den utvinnbara delen av en tillgång för mineralreserv. En utsaga om mineralreserv är alltid behäftad med osäkerhet på grund av möjliga ändringar i brytningsstart, priser, lagstiftning, teknologi, produktionskostnader och annat. Därmed kan också en tillgångs mineralreserv ändras i tiden.
FRB-standarden klassificerar mineralreserver som sannolik eller bevisad.

### Variant
En variant är möjlig vid redovisning efter FRB-standarden: Mineralreserven kan skiljas ut, så att den inte är en delmängd av tillgången. Enligt denna variant är mineraltillgången den del av mineralansamlingen som inte tillhör reserven. Detta språkbruk användes av Boliden i årsredovisningen 2014. 

### Karaktärisering av utsagor
Även om FRB-standarden använder ord som bevisad innehåller den följande sats För att understryka den oprecisa naturen av såväl en mineraltillgång som en mineralreserv, bör alltid hänvisas till att det rör sig om en uppskattning och inte en beräkning.

## Olja, gas och andra produkter som inte är mineraler
Ett mineral är en fast förening i jordskorpan. För icke-fasta produkter som petroleum och naturgas används begrepp som oljetillgång, oljereserv, naturgastillgång och naturgasreserv. Dessa har dock delvis annan definition än mineraltillgång och -reserv.